# Marina Malfatti
Marina Malfatti, née le 25 avril 1933 (ou selon d'autres sources en 1940),à Florence et morte le 8 juin 2016 à Rome, est une actrice italienne.

## Biographie
À 17 ans, elle s'inscrit à Paris au Cours Simon. Deux ans plus tard, à son retour en Italie, elle obtient une bourse d'études et fait ses débuts au cinéma dans de petits rôles.
Au théâtre, elle a été « découverte » par Arnoldo Foa qui la fait jouer dans Deux sur la balançoire de William Gibson, dans un rôle qui avait été celui de Lea Massari. Ainsi a commencé une carrière jalonnée de rôles à la fois brillants et spectaculaires.
Elle joue pour la première fois à la télévision en 1966 avec la version italienne des enquêtes du Commissaire Maigret (avec Gino Cervi) dans l'épisode L'Ombre chinoise, suivi par la version de la RAI TV du Chien des Baskerville aux côtés de Nando Gazzolo. En 1974, elle joue dans un remake pour la télévision de Malombra, adapté de Fogazzaro et dirigé par Diego Fabbri. Ce travail lui apporte la popularité et lui permet d'alterner entre l'activité théâtrale et la télévision.
Au cinéma elle a pris part à une époque particulière du cinéma italien, caractérisé, toujours dans les années soixante-dix, par les films d'horreur, avec un fond démoniaque : Marina Malfatti a joué dans des films tels que L'Appel de la chair, Le Tueur à l'orchidée, La dame rouge tua sept fois, Un fiocco nero per Deborah, Le Faune de marbre et d'autres, et est devenue une icône du genre.
Depuis les années quatre-vingt, elle s'est principalement consacrée au théâtre, alternant personnages classiques (Electra, Lysistrata) et caractères modernes, parfois dans des œuvres écrites spécialement pour elle tels que La Ceinture d'Alberto Moravia et D'autres corps de Joseph Manfridi. En 1990, elle commence une collaboration artistique avec Luigi Squarzina et joue des pièces de Pirandello, Shaw, Goldoni, Cocteau.

## Filmographie partielle

### Cinéma
- 1953 : Tout pour papa (de) (Alles für Papa) de Karl Hartl
- 1959 : Le cameriere de Carlo Ludovico Bragaglia
- 1960 : Une fille pour l'été d'Édouard Molinaro : l'étrangère
- 1962 : Un homme à brûler (Un uomo da bruciare) de Valentino Orsini et des frères Taviani : Wilma
- 1963 : Les Hors-la-loi du mariage (I fuorilegge del matrimonio) de Valentino Orsini et des frères Taviani : Rossana
- 1965 : Illégitime Défense (Una bella grinta) de Giuliano Montaldo
- 1966 : Moi, moi, moi et les autres (Io, io, io... e gli altri) d'Alessandro Blasetti
- 1967 : La Belle et le Cavalier (C'era una volta...) de Francesco Rosi : Olimpia Capce Latro, princesse Altamura
- 1967 : Allô, il y a une certaine Giuliana pour toi (Pronto... c'è una certa Giuliana per te) de Massimo Franciosa
- 1968 : Più tardi Claire, più tardi... de Brunello Rondi
- 1969 : Les Damnés de la Terre (I dannati della Terra) de Valentino Orsini
- 1970 : L'Amour de gré ou de force (Per amore o per forza) de Massimo Franciosa
- 1971 : Au fond de la piscine (La última señora Anderson) d'Eugenio Martín
- 1971 : Black Killer de Carlo Croccolo : Sarah Collins
- 1971 : L'Appel de la chair (La notte che Evelyn uscì dalla tomba) d'Emilio Miraglia : Gladys Cunningham
- 1971 : Sam Wallash, on l'appelle Ainsi soit-il (Era Sam Wallash!... Lo chiamavano... E così sia!) de Demofilo Fidani
- 1972 : Testa in giù, gambe in aria d'Ugo Novello
- 1972 : Toutes les couleurs du vice (Tutti i colori del buio) de Sergio Martino : Mary Weil
- 1972 : Le Tueur à l'orchidée (Sette orchidee macchiate di rosso) d'Umberto Lenzi : Kathy Adams
- 1972 : Si mes nuits d'amour vous étaient contées (Decameron n° 3 - Le più belle donne del Boccaccio) d'Italo Alfaro
- 1972 : Sans sommation de Bruno Gantillon : Isabelle Maury
- 1972 : Clint, une corde pour te pendre (Il ritorno di Clint il solitario) d'Alfonso Balcázar : Norma Murrayson
- 1972 : La dame rouge tua sept fois (La dama rossa uccide sette volte) d'Emilio Miraglia : Franziska Wildenbrück
- 1973 : Le Fils de Zorro (Il figlio di Zorro) de Gianfranco Baldanello : Carmen (non créditée)
- 1973 : La notte dell'ultimo giorno (it) d'Adimaro Sala (it) : Francesca
- 1974 : Il venditore di palloncini (it) de Mario Gariazzo : Maria Santarelli
- 1974 : Un fiocco nero per Deborah de Marcello Andrei : Déborah Lagrange
- 1975 : Il prato macchiato di rosso de Riccardo Ghione : Nina Genovese
- 1975 : Bounty Killer à Trinita (it) (Un Bounty killer a Trinità) d'Aristide Massaccesi
- 1976 : Lezioni di violoncello con toccata e fuga (it) de Davide Montemurri (it) : Stella Brega Hannover

### Télévision
- 1972 : Alexandre Bis : Sonja